# رجاء رشدي
رجاء رشدي (من مواليد 8 أغسطس 1983) هي مغربية لاعبة تنس الريشة. تدربت في Athlétic Club Boulogne Billancourt في فرنسا.

## روابط خارجية
- رجاء رشدي على موقع BWF.tournamentsoftware.com (الإنجليزية)
- رجاء رشدي على موقع BWFbadminton.com (الإنجليزية)